# P.W.A.
P.W.A. e естонска RAC група, основана през 1988 година като P.V.A. (Perverts Versus Angels). От 1999 година се преименува на P.W.A., което означава Preserve White Aryans, на български – запазете белите арийци. Изпълненията на групата са на английски и естонски език.

## Дискография
Студио албуми
- 2000 – „It's Time To Awake“
- 2003 – „In Hate Of The Russian“
- 2004 – „Nordic Blood“
- 2007 – „Out Of Order“
- 2009 – „Rock against communism“
- 2010 – „Nordic blood – Nordic pride“

Демо
- 1994 – „Palgasõdurid“
- 1994 – „Palgasõdurid-Muticlub“